# Bunkerville
Bunkerville – jednostka osadnicza w Stanach Zjednoczonych, w stanie Nevada, w hrabstwie Clark.
Znajduje się tutaj biblioteka - filia stanowej Biblioteki Narodowej w Las Vegas.